# Posttraumatische groei
Posttraumatische groei (PTG) is een concept in de psychologie dat positieve psychologische veranderingen beschrijft die optreden als gevolg van de worsteling met zeer uitdagende, zeer stressvolle levensomstandigheden. Deze omstandigheden vormen aanzienlijke uitdagingen voor het aanpassingsvermogen van het individu, en voor de manier waarop het individu de wereld en zijn plaats daarin begrijpt. Posttraumatische groei impliceert ingrijpende psychologische verschuivingen in het denken en in de relatie tot de wereld en het zelf, die bijdragen aan een persoonlijk veranderingsproces dat zeer betekenisvol is.

## Geschiedenis
Het algemene idee dat lijden en leed in potentie tot positieve verandering kunnen leiden, is duizenden jaren oud. Sommige vroege ideeën en geschriften van de oude Hebreeën, Grieken en vroege christenen, evenals enkele leringen van het hindoeïsme, het boeddhisme, de islam en het bahá'í-geloof bevatten bijvoorbeeld elementen van de potentieel transformerende kracht van het lijden. Pogingen om de betekenis van menselijk lijden te ontdekken en te begrijpen vormen een centraal thema van veel filosofisch onderzoek en komen voor in de werken van romanschrijvers, toneelschrijvers en dichters.
De term 'posttraumatische groei' is geïntroduceerd door psychologen aan de Universiteit van North Carolina. Volgens Tedeschi meldt maar liefst 89% van de overlevenden ten minste één aspect van posttraumatische groei, zoals een hernieuwde waardering van het leven.

## Oorzaken
Posttraumatische groei vindt plaats bij pogingen zich aan te passen aan zeer negatieve omstandigheden die hoge niveaus van psychisch leed kunnen veroorzaken, zoals grote levenscrises, en die doorgaans tot onaangename psychologische reacties leiden. Groei treedt niet op als een direct gevolg van trauma; het is eerder de worsteling van het individu met de nieuwe realiteit in de nasleep van een trauma die de mate van posttraumatische groei bepaalt. Het is bemoedigend dat het aantal meldingen van groei-ervaringen in de nasleep van traumatische gebeurtenissen veel groter is dan het aantal meldingen van psychiatrische stoornissen, aangezien aanhoudend persoonlijk leed en groei vaak naast elkaar bestaan.
In de afgelopen 25 jaar heeft PTG zijn plaats bewezen in het kader van de positieve psychologie, zowel in theorie als in de praktijk. Het theoretische kader dat door Seligman & Csikszentmihalyi en Tedeschi & Calhoun naar voren is gebracht, heeft een aanzienlijke overlap en beide noemen "positieve psychologische veranderingen". Terwijl positieve psychologie spreekt over een algemene focus op positieve aspecten van de menselijke psychologie, spreekt PTG specifiek over positieve psychologische verandering na een trauma. Dit zou PTG inherent tot een subcategorie van positieve psychologie maken.

## Kritiek en zorgen
Hoewel eigen posttraumatische groei wordt gerapporteerd door mensen uit verschillende culturen over de hele wereld, is objectief meetbaar bewijs van posttraumatische groei beperkt. Hierdoor vragen sommigen zich af of posttraumatische groei echt of illusoir is. Biologisch onderzoek vindt echter reële verschillen op het niveau van genexpressie en hersenactiviteit.